# 克魯赫萊 (切爾尼希夫區)
51°31′29″N 31°4′57″E / 51.52472°N 31.08250°E
克魯赫莱（烏克蘭語：Кругле），是烏克蘭北部切爾尼希夫州切爾尼希夫區米哈伊洛-科秋宾斯凯市镇的村落。始建於1781年，面積0.28平方公里，海拔高度149米，2001年人口17，人口密度每平方公里60.7人。